# جمهوری پنجم فرانسه
جمهوری پنجم فرانسه نام دولت کنونی فرانسه است که از ۵ اکتبر ۱۹۵۸ پدید آمده‌است. این جمهوری توسط شارل دوگل بر ویرانه‌های جمهوری چهارم فرانسه ساخته شد. با کنار گذاشتن نظام پارلمانی ناکارآمد جمهوری چهارم نوعی نظام ریاستی زاده شد که در آن رئیس کشور دیگر مقامی تشریفاتی نیست و رئیس‌جمهور و نخست‌وزیر هر دو در اداره عملی کشور نقش دارند. موریس دوورژه آن را یک نظام سیاسی جدید نامید و اصطلاح نظام نیمه ریاستی را برای توصیف آن ابداع کرد و در دهه ۱۹۹۰ بیشتر کشورهای کمونیستی پیشین با الهام از جمهوری پنجم این الگوی حکومتی را برای کشور خود برگزیدند. پس از انقلاب ۱۳۵۷ در قانون اساسی جمهوری اسلامی ایران نیز از این مدل حکومتی الگو گرفته شد.

## پایه‌ریزی
انگیزاننده پایه‌ریزی جمهوری پنجم، بحران الجزایر بود. هرچند فرانسه بسیاری از مستعمره‌هایش را در باختر آفریقا و جنوب شرقی آسیا از دست داده بود ولی هنوز الجزایر را نگاه داشته بود. سرانجام در ۵ ژوئیه ۱۹۶۲ الجزایر به استقلال رسید.
شارل دوگل از این بحران برای پدیدآوردن جمهوری نوینی با رئیس‌جمهوری دارای اختیارات بیشتر سود برد. دوره زمامداری رئیس‌جمهور در قانون اساسی جدید، طولانی‌تر شد (در آغاز هفت سال و اکنون پنج سال) و نیروی رئیس‌جمهور نیز در سنجش با دیگر رژیم‌های مردمسالار در اروپا بسیار بیشتر شد. قانون اساسی تازه در ۲۸ سپتامبر ۱۹۵۸ به همه‌پرسی گذارده شد و با رای ۸۲٫۶٪ مردم به تصویب رسید.
رئیس‌جمهور در آغاز از سوی انجمن انتخاباتی برگزیده می‌شد ولی در سال ۱۹۶۲ دوگل پیشنهاد کرد که رئیس‌جمهور با رای مستقیم مردم برگزیده شود.انتخابات در فرانسه تا انتخابات سال ۱۹۹۵ برای دوره‌های ۷ ساله بود ولی از انتخابات سال ۲۰۰۲ به دوره‌های ۵ ساله کاهش یافت.
ژرژ پمپیدو در سال ۱۹۷۴ در گذشت و برای همین دوره ریاست جمهوری اش نیمه تمام ماند

## جمهوری پنجم پس از دوگل
جانشینان دوگل به ترتیب عبارتند از:
- ژرژ پمپیدو: از ۱۹۶۹ تا ۱۹۷۴ اتحاد برای جمهوری جدید و اتحاد دموکرات‌ها برای جمهوری (دوره نیمه تمام)
- والری ژیسکار دستن: از ۱۹۷۴ تا ۱۹۸۱ اتحاد برای دموکراسی فرانسه
- فرانسوا میتران: ۱۹۸۱ تا ۱۹۹۵ (حزب سوسیالیست (فرانسه))
- ژاک شیراک: ۱۹۹۵ تا ۲۰۰۷ اتحاد برای جنبش مردمی
- نیکلا سارکوزی از ۲۰۰۷ میلادی تا ۲۰۱۲ میلادی اتحاد برای جنبش مردمی
- فرانسوا اولاند از ۲۰۱۲ میلادی تا انتخابات ۲۰۱۷ میلادی (دورهٔ اول ریاست جمهوری) (حزب سوسیالیست (فرانسه))
- امانوئل مکرون از ۲۰۱۷ تا کنون

از سال ۱۹۷۰ تاکنون تغییرات اندکی به قانون اساسی فرانسه وارد آمده‌است. از شمار عزل و نصب‌ها بسیار کاسته شده‌است. درازای زمامداری رئیس‌جمهور و پارلمان هر دو پنج سال است. نخست‌وزیر دارای مقداری قدرت اجرائی برای انتقال به اتحادیه اروپا است.
گاهی به دلیل داشتن قدرت اجرائی رئیس‌جمهور در جمهوری پنجم، این رژیم را برای برپایی یک حکومت پادشاهی، نکوهش کرده‌اند. برخی جناح‌های چپ فرانسه نیز مانند فردی به نام آرنو مونتبورگ سخن از ویرانی جمهوری پنجم و برپایی جمهوری ششم بر زبان می‌آورند ولی به هر روی، نشانه‌ای از فروپاشی در این رژیم دیده نمی‌شود.

## نگارخانه

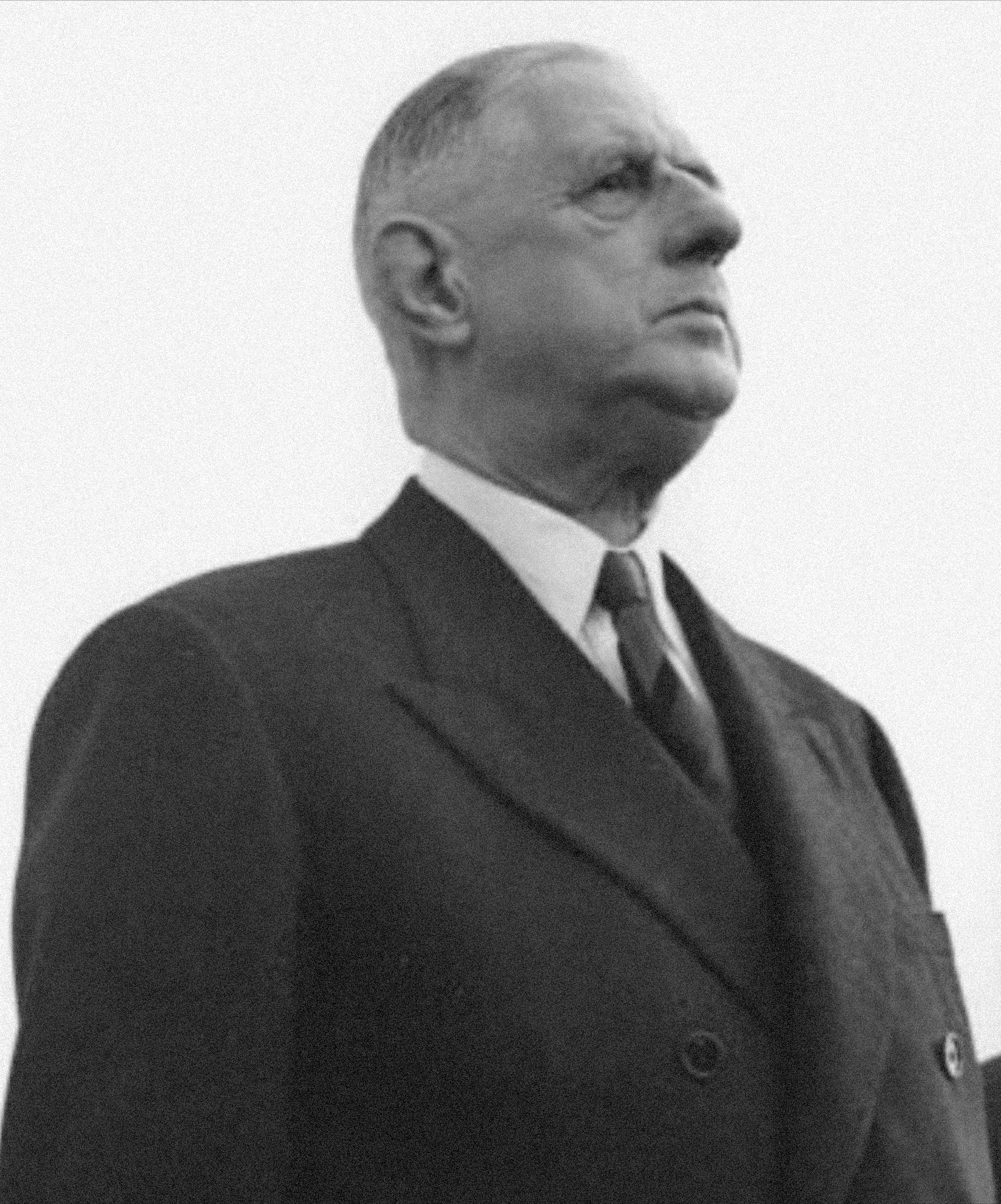
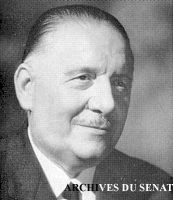
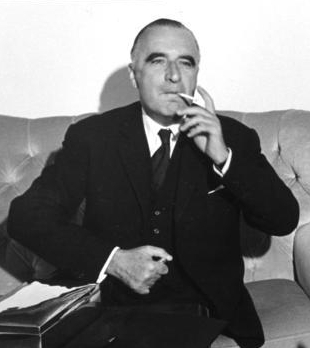
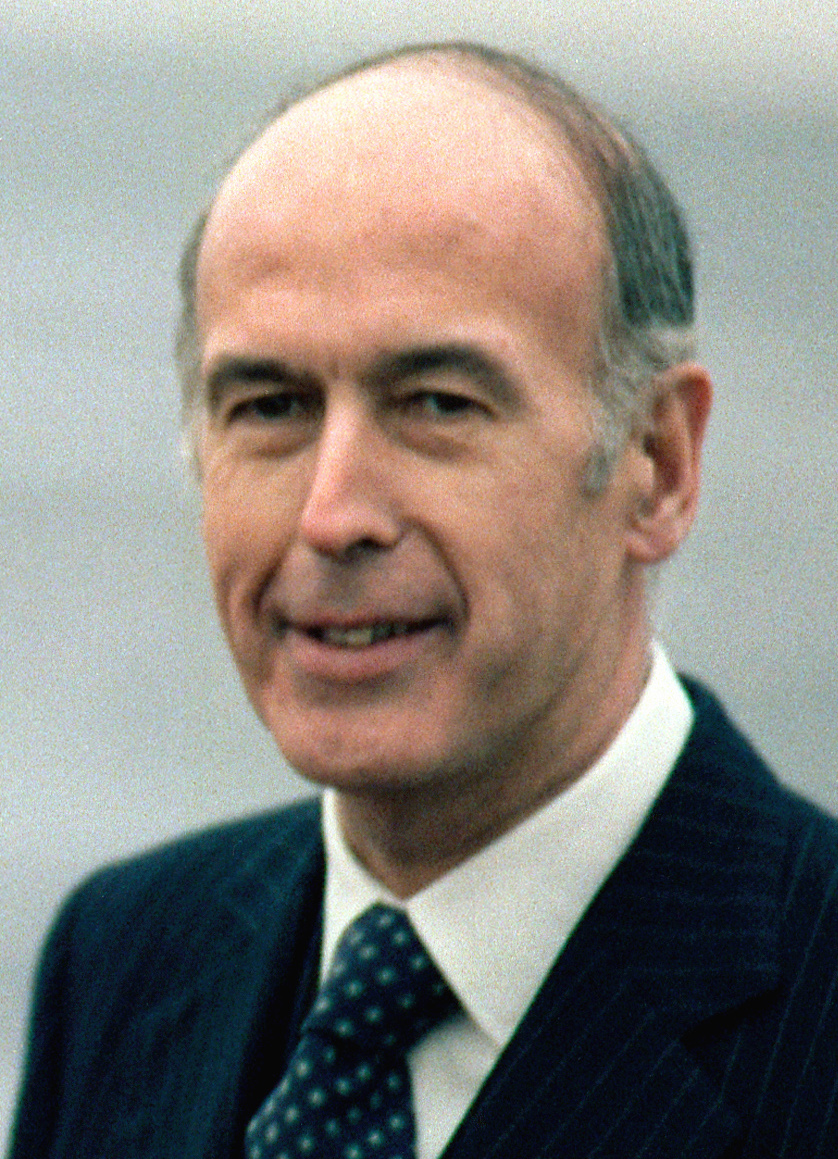
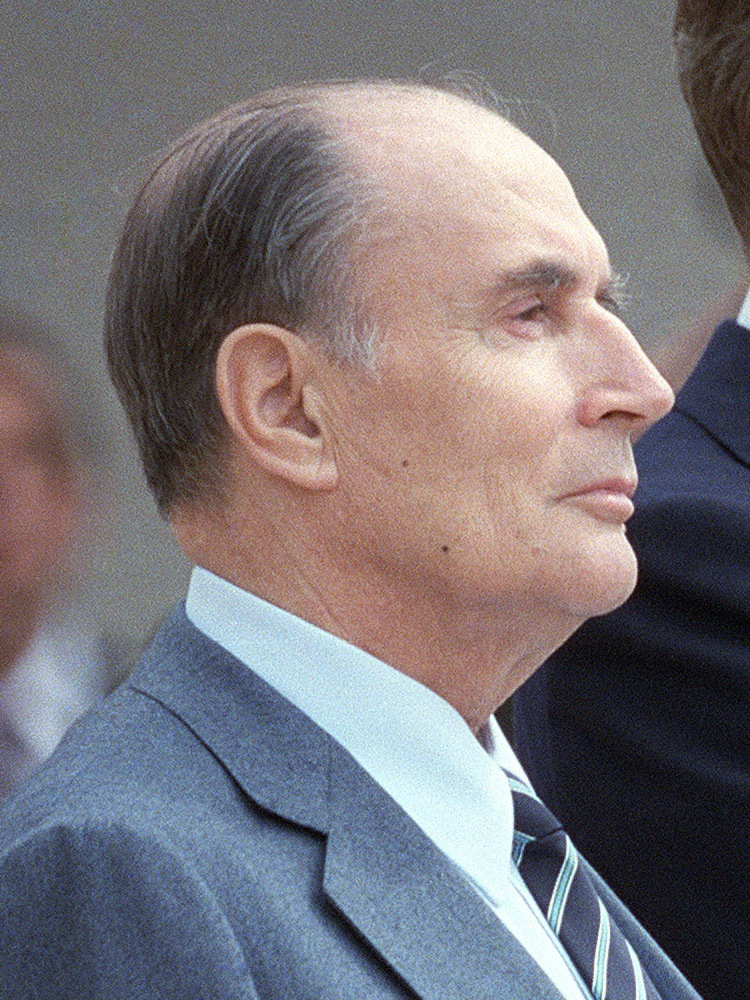
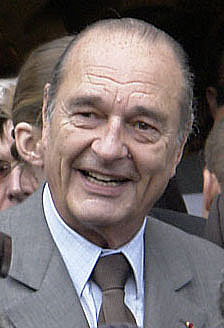
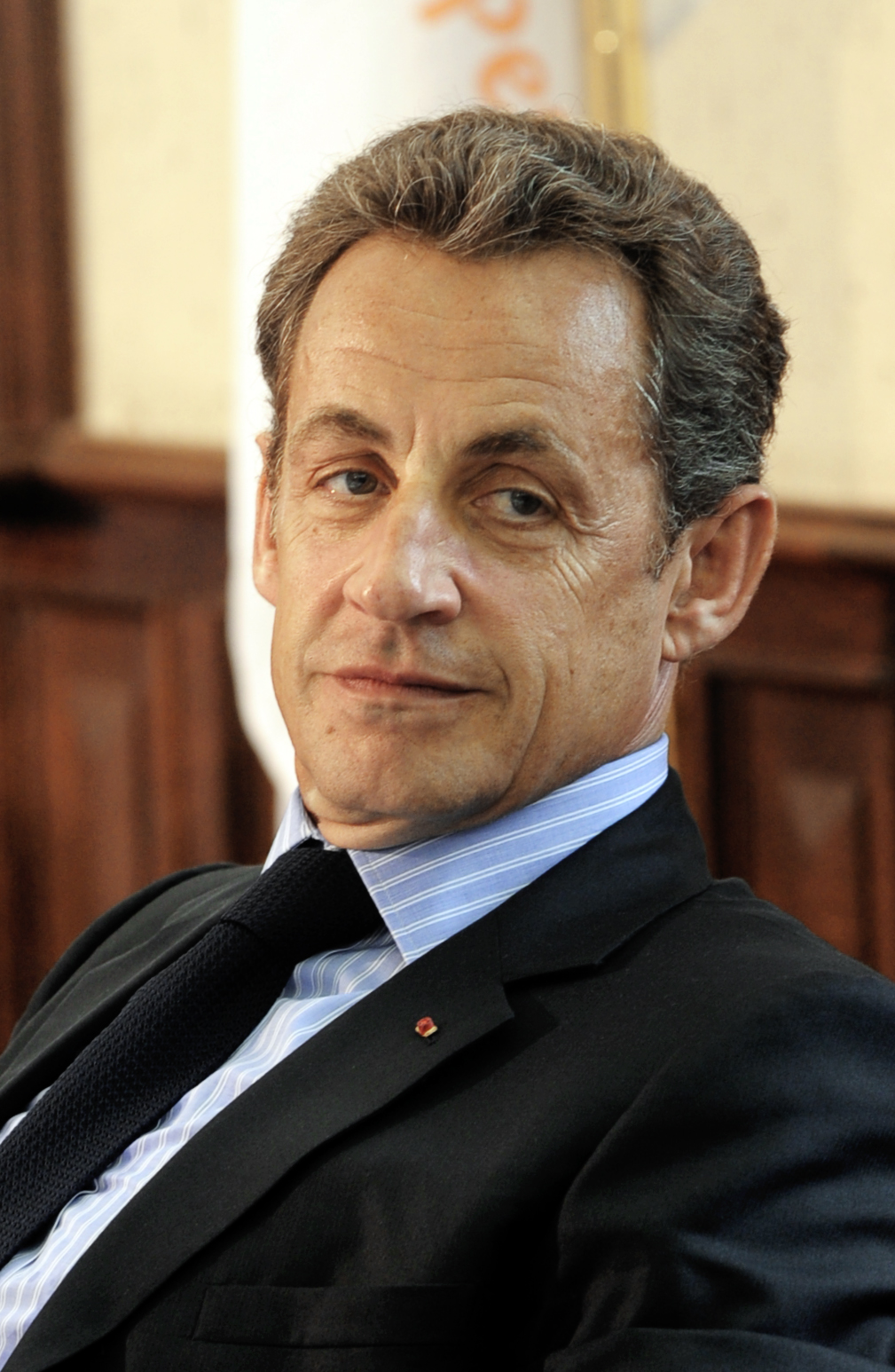
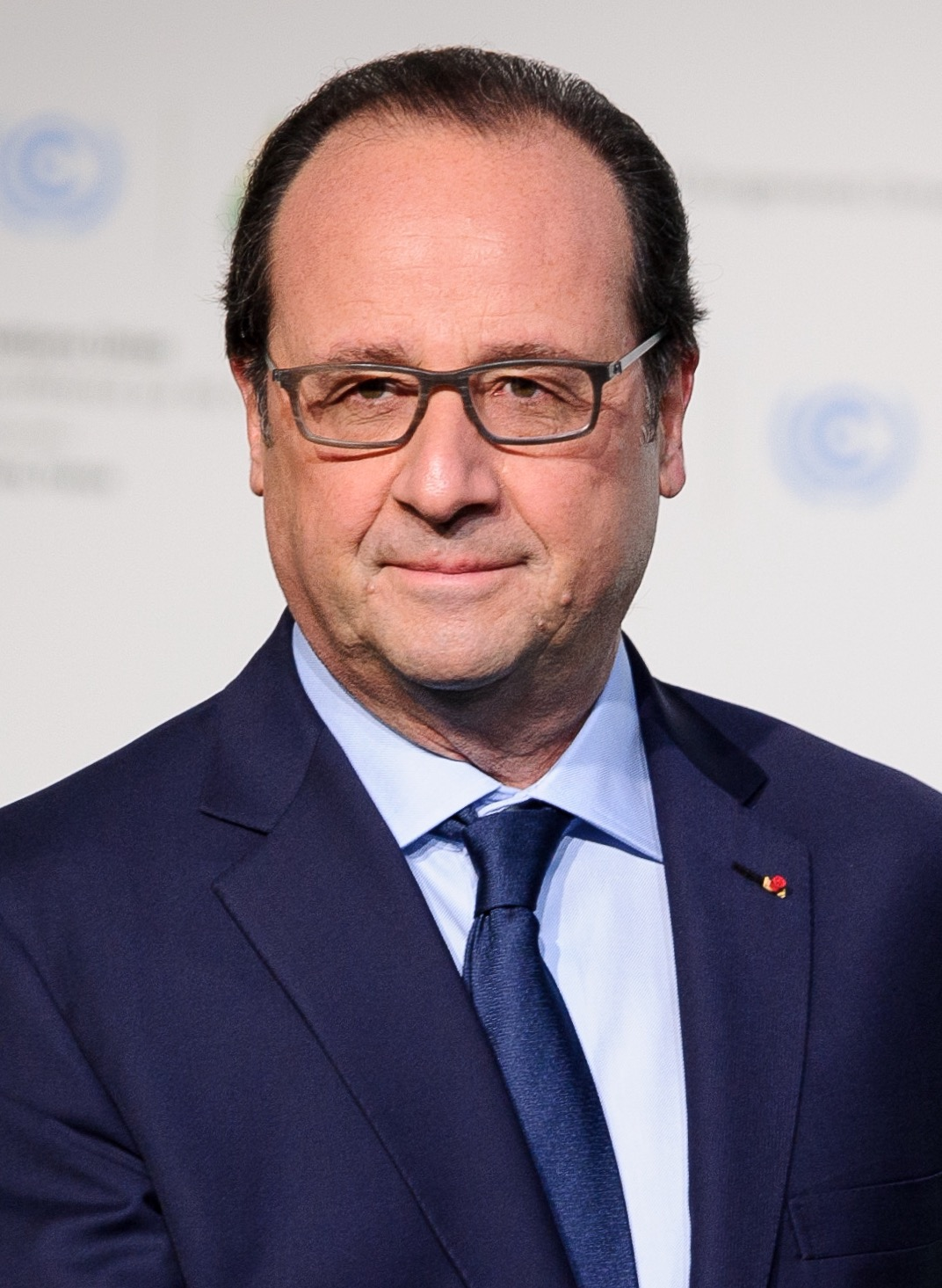
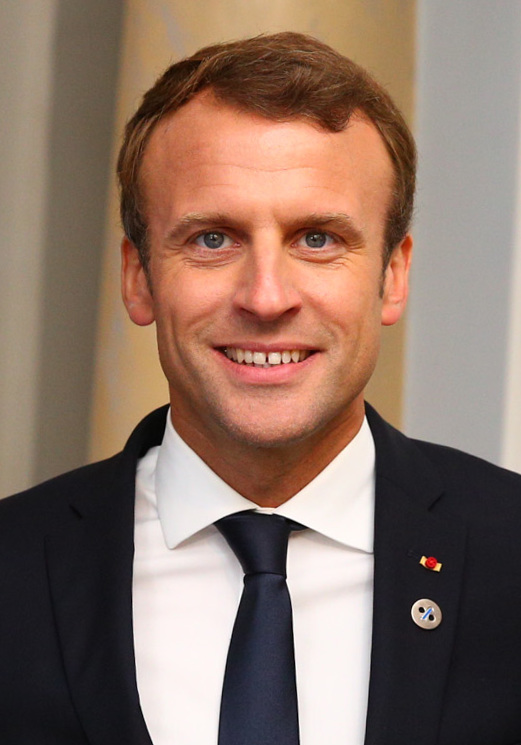